# كش (سومر)

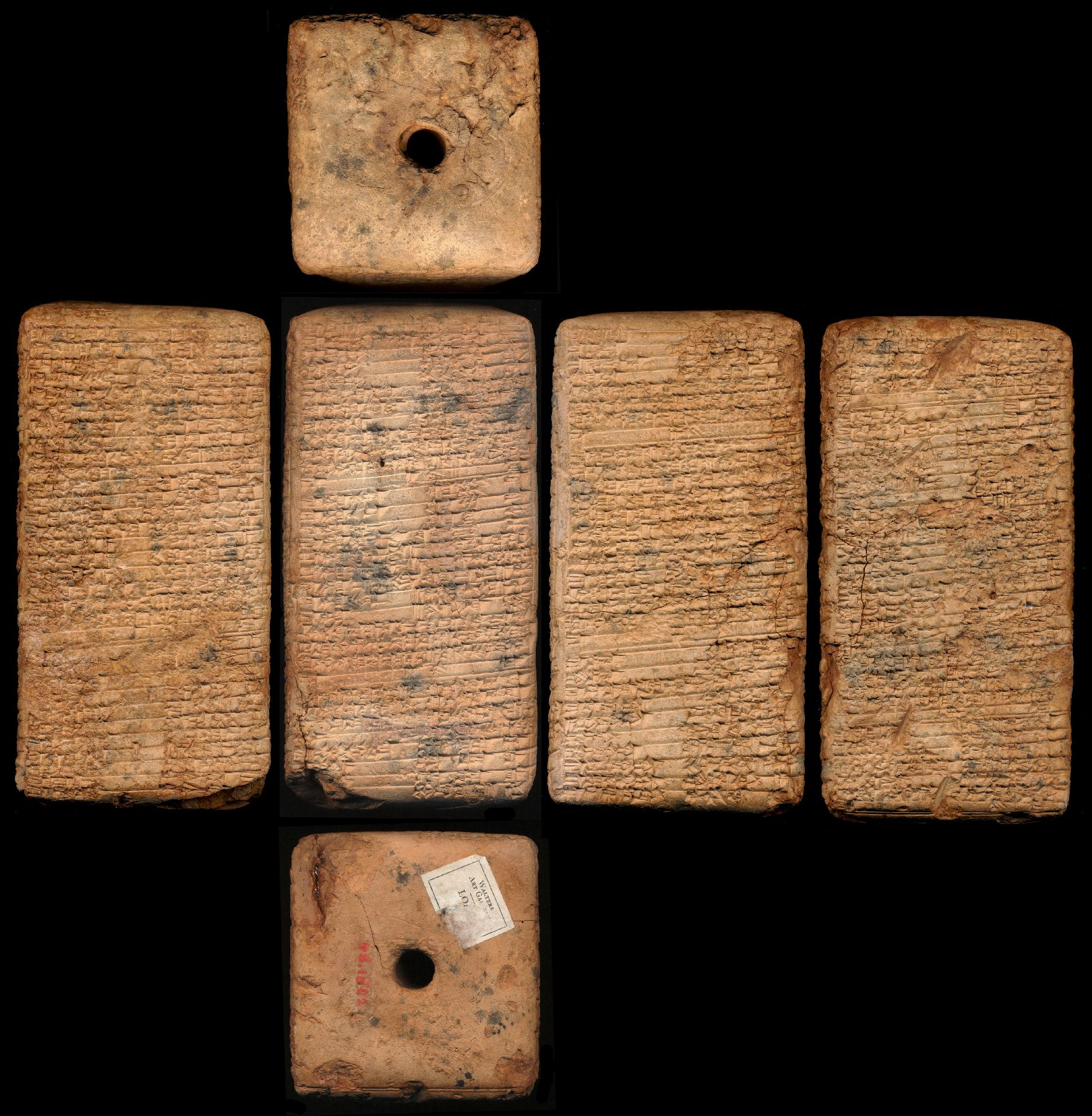
لوح سومري بابلِي: ترنيمة معبد من حضارة كش

كانت كش (كيش أو كيشي) مدينة سومرية قديمة وموقعًا دينيًا، وكانت إلهتها الراعية هي نينهورساج. وقد تم تضمينها في "أختام المدينة" التي عُثر عليها في جمدة نصر. أثارت هذه الأختام نظرية سيطرة رابطة كينجير في عصر الأسر المبكر على سومر في ذلك الوقت. موقعها غير مؤكد؛ بعض المواقع المحتملة التي تم طرحها تشمل مدينة العبيدي بالقرب من أور، أو تل الولاية بالقرب من أداب أو أبو صلابيخ أو باد تيبيرا، على الرغم من أن الإجماع الآن هو على تل الولاية أو تلول البقرات. تقع المدينة بالقرب من مدينة إيريساغريك القديمة وكانت تحت سيطرة تلك المدينة. وفقًا للغز من عصر الأسر المبكر، كانت هناك قناة كيش، والتي كانت تقع عليها مدينة أداب.
وقد قيل أن ميسيليم، الذي يعتبر تقليديًا "ملك كيش"، كان في الواقع حاكمًا لكيش، استنادًا إلى أسباب كتابية وحقيقة أنه أطلق على نفسه اسم "الابن المحبوب لنينهارساج".